# 托科考迪奥
托科考迪奥（義大利語：Tocco Caudio），是意大利贝内文托省的一个市镇。总面积27.2平方公里，人口1558人，人口密度57.3人/平方公里（2009年）。ISTAT代码为062075。